# Zettai Zetsumei
Zettai Zetsumei (яп. 絶体絶命, Безвыходная ситуация) — шестой альбом японской рок-группы RADWIMPS, выпущенный лейблом EMI Music Japan 9 марта 2011 года.

## Об альбоме
После тура в поддержку своего предыдущего альбома Altocolony no Teiri, группа не выступала и не занималась никакой деятельностью на протяжении шести месяцев, однако в это время Нода один посещал студию и записывал демозаписи. После выхода Altocolony no Teiri Нода вёл себя очень осторожно при написании текстов, из-за совершенства, к которому он стремился в Altocolony no Teiri. Летом 2010 года альбом стал обретать форму, и большинство песен были в законченном состоянии. Нода чувствовал, что альбом был лишён многих ограничений, которые были в предыдущей работе группы, и то, что это был высокоэнергетический альбом. Нода экспериментировал с хип-хопом в «G Koui» и джазовым стилем в «Pi».
В отличие от предыдущих альбомов группы, в которых обычно были представлены несколько композиций на английском языке, в этом альбоме все песни спеты на японском, за исключением короткой фразы на английском в «G Koui».

## Продвижение и релиз
30 июня 2010 года RADWIMPS одновременно выпустили два сингла, «Manifesto» и «Keitai Denwa», которые достигли в чарте Oricon второго и третьего места соответственно. Песня «Manifesto» не вошла в альбом, а альбомная версия «Keitai Denwa» была переаранжирована.
Перед выходом альбома были выпущены два сингла, «DADA» в январе и «Kyoushinshou» в феврале 2011 года. «DADA» стал вторым синглом группы, достигнувший первого места в чарте Oricon, повторив успех «Order Made».
«Kimi to Hitsuji to Ao» была выбрана в качестве музыкальных тем вещательной компании NHK для футбольных событий 2011 года, включая чемпионат Японии, мужской отборочный турнир на летние Олимпийские игры 2012 в июне, а также Кубок Америки в июле. Это первое коммерческое сотрудничество группы с того момента, как их песня «EDP (Tonde Hi ni Iru Natsu no Kimi» с альбома Radwimps 3 была использована как открывающая тема музыкального шоу Count Down TV в начале 2006 года. Также на «Kimi to Hitsuji to Ao» было снято музыкальное видео, режиссёрами которого стали Дайсукэ Симада и Содзиро Каматани. Радиорелиз песни состоялся 23 февраля, и в тот же день выпущена в качестве рингтона. Также в этот день в качестве рингтонов были выпущены «Daidarabocchi», «Gakugeikai» и «Toumei Ningen 18 Gou».
RADWIMPS приняли участие в рекламной кампании Tower Records с 8 по 21 марта, и были размещены на плакатах в магазинах Tower Records по всей Японии. Группа также дважды появилась на радиошоу School of Lock! (Tokyo FM) в своей постоянной программе Rad Locks! в апреле и мае 2011 года.
Группа провела концертный тур по всей Японии под названием RADWIMPS Zettai Enmei Tour (яп. RADWIMPS 絶体延命ツアー), дав 37 выступлений.

## Список композиций
| №                   | Название                                                                | Длительность |
| ------------------- | ----------------------------------------------------------------------- | ------------ |
| 1.                  | «DADA (dadadada Ver.)»                                                  | 3:50         |
| 2.                  | «Toumei Ningen 18 Gou» (透明人間18号)                                   | 4:25         |
| 3.                  | «Kimi to Hitsuji to Ao» (君と羊と青)                                    | 2:42         |
| 4.                  | «Daidarabocchi» (だいだらぼっち)                                        | 6:03         |
| 5.                  | «Gakugeikai» (学芸会)                                                   | 4:36         |
| 6.                  | «Kyoushinshou» (狭心症)                                                 | 6:50         |
| 7.                  | «Ground Zero» (グラウンドゼロ)                                          | 4:28         |
| 8.                  | «Pi» (π, «Пи»)                                                          | 3:22         |
| 9.                  | «G Koui» (G行為)                                                        | 4:02         |
| 10.                 | «Dugout»                                                                | 4:22         |
| 11.                 | «Monomorai» (ものもらい)                                                | 5:18         |
| 12.                 | «Keitai Denwa (Cat Ver.)» (携帯電話)                                    | 4:25         |
| 13.                 | «Okuman Shousha» (億万笑者)                                             | 4:36         |
| 14.                 | «Kyuuseishu» (救世主)                                                   | 6:21         |
| 15.                 | «Tsukutsuku Boushi» (ツクツク法師, скрытый трек [содержит 8:21 тишины]) | 9:09         |
| Общая длительность: | Общая длительность:                                                     | 1:14:39      |

## Позиции в чартах
| Чарт (2011)                 | Высшая позиция |
| --------------------------- | -------------- |
| Еженедельные альбомы Oricon | 2              |
| Ежегодные альбомы Oricon    | 25             |

## Продажи и сертификации
| Чарт                      | Количество          |
| ------------------------- | ------------------- |
| Физические продажи Oricon | 261 000             |
| Сертификация RIAJ         | Platinum (250 000+) |